# Teleskolan

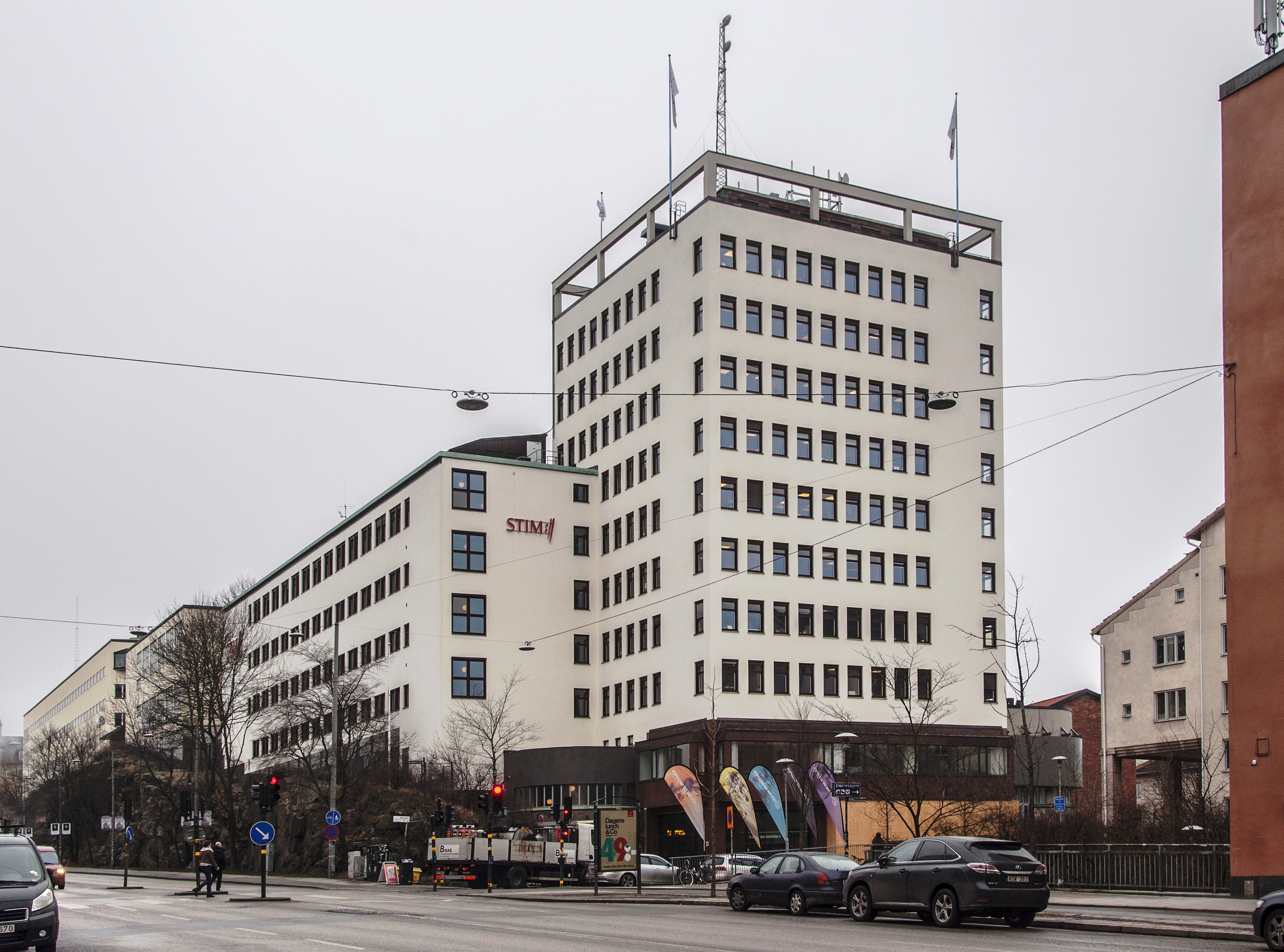
F.d. Teleskolan på Hornsgatan. Sedan 2012 kontor för STIM.

Teleskolan, ursprungligen Telegrafverkets undervisningsanstalt, var Televerkets och senare Telias skola för vidareutbildning av de anställda och utomstående inom telekommunikation. Mellan 1873 och 1978 bedrevs undervisningen i Stockholm varefter den flyttades till Kalmar. 

## Historik
Skolan ledde sitt ursprung tillbaka till 1873 då de första stegen till ett eget undervisningsväsen vid Telegrafverket togs för att tillhandahålla facklig utbildning för verkets personal. I samband därmed infördes ett ordnat examensväsen.  

### Undervisningsanstalten på Österlånggatan
Åren 1894-1908 var Undervisningsanstalten (förkortad Ua) inhyst i samma kvarter som Stockholms telegrafstation, med adressen Österlånggatan 1. I skolan fanns även ett tekniskt bibliotek samt en historisk modellsamling över telegraf- och telefonteknikens utveckling i landet.

### Undervisningsanstalten på Malmskillnadsgatan
År 1908 flyttades undervisningen till Malmskillnadsgatan 19 B.  Telegrafeleverma som studerade på telegrafverkets bekostnad fick undervisning i telegraf-, telefon- och radioteknik, elektrisk mätningslära, reglementen, instruktioner och redovisningsväsen, samt även i telegraferingsfärdigheter. Undervisningsanstalten var utrustad med en stor samling teknisk undervisningsmateriel, såsom telegrafstationer, telefonväxlar och radiostationer samt även vetenskapliga instrument för undervisningen i teoretiska ämnen så som fysik och mätningslära.
År 1917 genomgick 147 elever telegrafistkurserna, 51 elever kurserna som radiotelegrafister samt 20 elever kurser som radiotelegrafist vid handelsflottan
Från anstaltens lokaler genomfördes i november 1923 de första statliga rundradiosändningarna i landet.

### Teleskolan på Hornsgatan

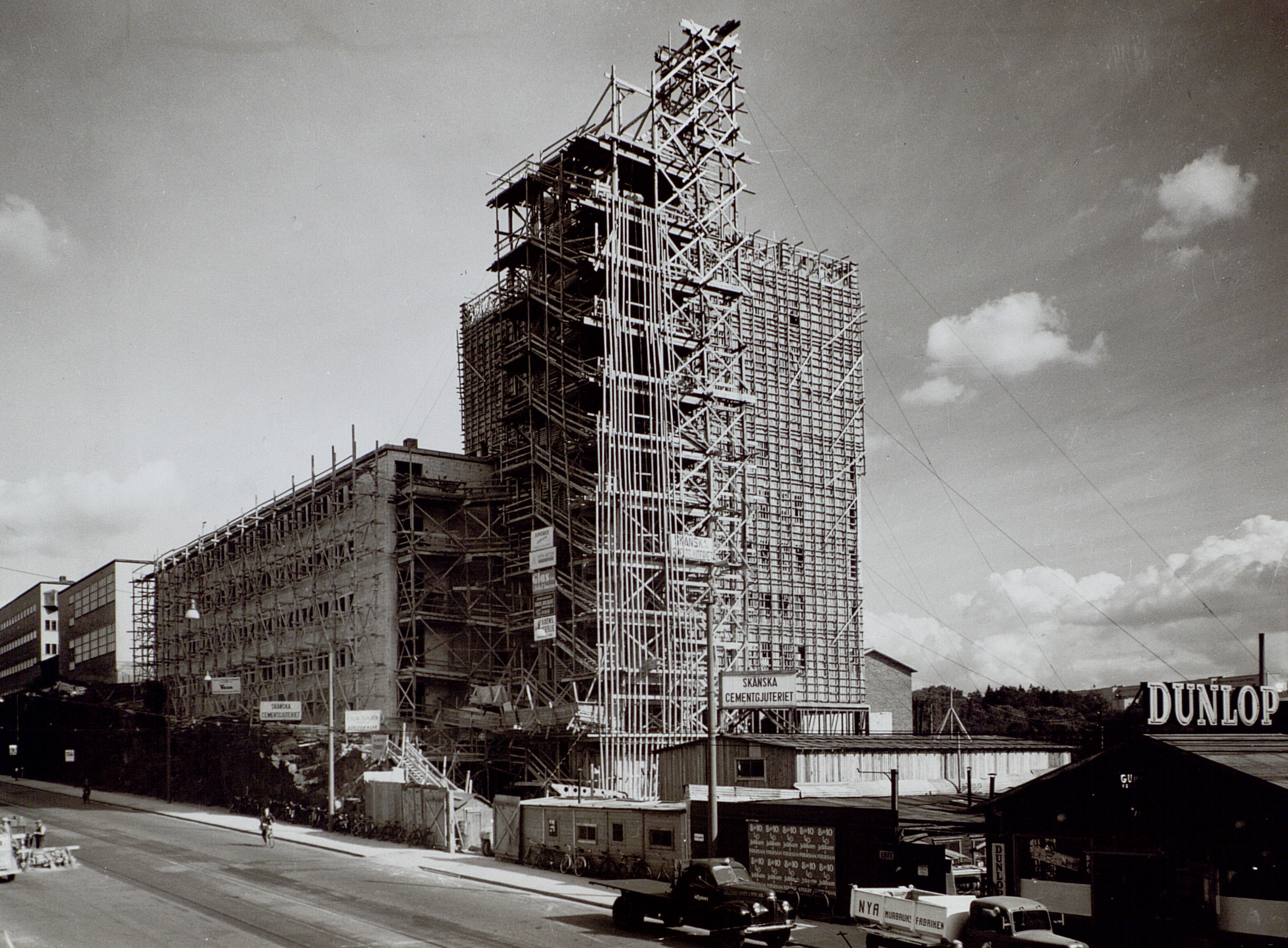
Teleskolan Hornsgatan byggs, 1947-48.

År 1947 påbörjades byggarbetena för en ny modern skolbyggnad i kvarteret Krukomakaren vid Hornsgatan 103 på Södermalm i Stockholm. Byggnadskomplexet med dess elva våningar höga torndel ritades av arkitekterna Hans Brunnberg och Hans Neumüller vid Byggnadsstyrelsen. Huvudentreprenör var Skånska Cementgjuteriet (idag Skanska). Den nya teleskolan invigdes 23 februari 1951.

### Teleskolan i Kalmar
I samband med de statliga utlokaliseringar från Stockholm på 1970-talet flyttades Teleskolan, tillsammans med en av Televerkets datacentraler och katalogenheten till Kalmar. De nya byggnaderna i Tallhagen invigdes 1978. Byggnadsstyrelsens arkitekt Sergej Mirelius ritade två ringformade byggnader med tillhörande elevbostäder i separata hus. I Kalmar erbjöds förutom spetsutbildningar inom IT även SIDA-stödda utbildningar inom teleteknik för utvecklingsländer.
År 2000 såldes skolan och dess utbildningar av det sedan 1993 bolagiserade Telia till Svenska Teknologföreningens utbildningsföretag, STF. De drev den vidare till 2003 då den försattes i konkurs. 
Byggnaderna ägs sedan 2001 av det kommunala fastighetsbolaget och har getts namnet Kalmar Nyckel. De rymmer numera studentbostäder, ett hotell samt Ekonomihögskolan och Institutionen för samhällsvetenskaper vid Linnéuniversitetet

## Tidskriften Tele
Till skolans uppgifter hörde även att hålla televerkets personal à jour med den tekniska utvecklingen på telefon-, telegraf- och radioområdet. Till en början skedde detta genom en månatlig bilaga till verkets cirkulär, och senare genom den från skolan redigerade tidskriften Tele som utkom 1949-1995.